# 烏塗子
烏塗子，原寫為烏塗仔，是台灣雲林縣林內鄉的一個傳統地域名稱，位於該鄉西部偏北。相較於今日行政區，其範圍大致包括烏麻村西北大半部、烏塗村東南大半部、重興村西南部凸出部分的東南大半部。

## 歷史
台灣清治末期至日治初期，烏塗子地區為一街庄，稱為「烏塗仔庄」，隸屬於溪洲堡。該庄北與新庄仔庄為鄰，東與林內庄為鄰，南邊為九芎林庄，西邊為竹圍仔庄。
1901年（日治明治三十四年）11月，全台廢縣廳改設二十廳，該庄隸屬於斗六廳。1903年（明治三十六年）6月，該庄編入「樹仔腳區」，隸屬於斗六廳。1909年（明治四十二年）10月，合併二十廳為十二廳，樹仔腳區改隸屬於嘉義廳。1920年（大正九年），全台地方制度大改正，廢十二廳改設五州二廳，該庄改制並雅化為「烏塗子」大字，隸屬於臺南州斗六郡斗六街。
戰後斗六街改制為斗六鎮，隸屬於臺南縣，大字亦改制為里。1946年8月，劃撥原屬斗六鎮之林內、九芎林、烏塗子三個大字及咬狗大字北半部，合併原屬莿桐鄉之新庄仔大字東半部，獨立組成林內鄉，里亦改制為村。1950年10月，雲、嘉、南分治，林內鄉改隸屬雲林縣。

## 聚落
本地區發展較早的聚落有頂烏塗仔、下烏塗仔、鹽讚、灣龜頭、五張犁、烏蔴園（永安）等，在日治期初期的官方地圖上已有記載。此外，本地區尚有永昌、長源、華興、瑞和、中庄（赤庄仔）、和興（後壁寮）等聚落。

## 交通
台鐵縱貫線是台灣西部南北鐵路幹線，大致以東北—西南走向蜿蜓經過烏塗子地區東南部邊界外不遠處。較近的車站為東側的林內車站，屬三等站，停靠少部分莒光號、區間快車，及全部區間車；南南西側另有石榴車站，屬招呼站，僅停靠區間車。由此等可前往台鐵沿線各站。
國道3號又稱「福爾摩沙高速公路」，是貫穿台灣西部的兩條縱向高速公路之一，大致以東北—西南走向蜿蜒經過本地區東部邊界外緣。北側最近的交流道是南投縣鄉道投47線交會處的南雲交流道，南側最近的是省道台3線交會處的斗六交流道。由此等可快速前往台灣南北各地。
省道台3線（林內路三段～一段、中正路、大同路）俗稱「內山公路」，是臺北至屏東的幹道，大致以東北—西南走向繞大彎轉北微西—南微東走向再轉東北微北—西南微南走向經過本地區東南部邊界外不遠處的林內市區。由該道路向東北轉東可前往竹山、名間、南投、草屯等地；向西南微南可前往斗六、古坑、梅山、竹崎等地。
縣道154號（烏塗路），是六輕廠至林內的道路，也是雲林縣最北側的橫貫縣道，大致以西微北—東微南由本地區北部邊界西側入境後，轉東微北再轉東北東蜿蜒而行，經頂烏塗仔聚落後轉東南微東出境。由該道路向西微北可前往莿桐中北部、西螺、二崙中北部、崙背中北部、麥寮的六輕廠等地；向東南微東可前往林內市區西側並止於省道台3線路口。
鄉道雲58-1線是下厝仔至烏塗仔的道路，其東側端點（終點）位於本地區東部略偏北頂烏塗仔聚落中央略偏東的縣道154號路口。由此向西北轉北北西再轉東北再轉北北西，至丁字路口轉西，至路口轉北北西過和興橋，過圳溝橋後轉西北西出境，其後沿圳溝北岸轉西南西，其後轉西北繞彎道轉北，過嘉南大圳濁幹線進興橋後止於新庄子地區中部偏東的鄉道雲58線路口。
鄉道雲62線是灣龜仔至會社尾的道路，其西側端點（起點）位於本地區南部略偏東灣龜仔聚落的鄉道雲67線路口。由此向東北出境後再度入境，轉東北東再度出境後，經國道3號高架橋下可前往林內市區西側並止於縣道154號路口。
鄉道雲63線是鹽讚至舊廍仔的道路，全線在本地區境內，其北側端點（起點）位於本地區北部鹽讚聚落北北西郊的縣道154號路口。由此向南南東蜿蜒而行，經鹽讚聚落後續行，至圳道烏麻園分線北岸轉西南西，其後沿圳道北岸繞彎道轉南再轉西南西，至路口轉南南東再轉南南西再繞彎道轉東再轉南南東蜿蜒而行，可前往舊廍仔東側並止於鄉道雲67線轉角路口。
鄉道雲63-1線是烏塗仔至中莊的道路，其北側端點（起點）位於頂烏塗仔聚落中央略偏西的縣道154號路口。由此向南蜿蜓而行，過圳道烏麻園分線橋梁後轉東北東沿圳道南岸而行，至路口轉東南微南，經忠庄（赤庄仔）聚落後出境，可前往林內地區西部近邊界地帶並止於鄉道雲62線路口。（國道3號高架橋下西側）
鄉道雲64線是烏塗仔至三星的道路，其西側端點（起點）位於頂烏塗仔聚落東側的縣道154號路口。由此向東北微北大致沿邊界地帶而行，經鄉道雲69線路口後因邊界線東移而入境，其後轉北北西再轉東北，再度到達邊界並沿邊界而行，出境後可前往林內與新庄子交界地帶並止於鄉道雲59線路口。
鄉道雲65線是重興（芎蕉腳）至斗六的道路，其東北側端點（起點）位於本地區北部邊界西側外緣新庄子地區芎蕉腳聚落中央略偏東的縣道154號路口。由此向西南入境，經本地區西北端出境後可前往竹圍子、海豐崙西部並止於縣道154乙線路口。
鄉道雲67線是重興至湖本的道路，其西北側端點（起點）位於本地區北部邊界西側外緣新庄子地區芎蕉腳聚落東側的縣道154號路口。由此向東南微南入境後續行，至舊廍仔聚落轉東北東蜿蜒而行，經鄉道雲72線終點路口後，至鄉道雲63線終點路口轉東南，經鄉道雲62線起點路口後續行，過斗六東溪九灣橋出境後，可前往經國道3號高架橋下可前往九芎林、咬狗中部偏西北並止於湖本聚落的鄉道雲218線路口。
鄉道雲69線是頂烏塗至新興的道路，其西北側端點位於頂烏塗仔聚落北郊的鄉道雲58-1線轉角路口。由此向東轉東北東蜿蜒而行，其後轉南再轉東南，經鄉道雲64線路口後出境，可前往林內市區西北側並止於省道台3線路口。
鄉道雲72線是榮橋至舊廍仔的道路，其東側端點位於本地區南部舊廍仔聚落中央偏西的鄉道雲67線路口。由此向西南，至烏麻園聚落轉西南微西，經鄉道雲72-1線起點路口轉西南西出聚落續行，出境後可前往竹圍子並止於其西南部的鄉道雲74線路口。
鄉道雲72-1線是烏麻園至長流仔（非實際終點）的道路，其東側端點（起點）位於烏麻園聚落西南側的鄉道雲72線路口。由此向南南東轉東北東再轉南南東，過斗六東溪永安橋出境後轉西南西再轉南可前往九芎林地區的下長流仔聚落，轉東北可前往九芎林地區北部並止於鄉道雲67線路口。

## 學校
- 義峰高中
- 林內國中
- 重興國小
- 民生國小